# Nahnu Jund Allah Jund Al-watan
"As-salam Al-jamhuri: Nahnu Jund Allah Jund Al-watan" (tiếng Ả Rập: السلام الجمهوري: نحن جند الله جند الوطن, tiếng Việt: "Quốc ca của nước Cộng hòa: "Chúng ta là những người lính của Allah, những người lính của quê hương"") là quốc ca của Sudan. Lời bài hát được sáng tác bởi nhà thơ Ahmed Mohammed Saleh và giai điệu được sáng tác bởi Ahmed Morjan vào năm 1958.

## Lịch sử
Quốc ca hiện tại của Sudan ban đầu là quốc ca phục vụ của Lực lượng Quốc phòng Sudan trước khi giành độc lập. Bài thơ "Chúng ta là những người lính của Allah, những người lính của quê hương" đã được chọn trong số những bài thơ khác tham gia một cuộc thi chung về các tác phẩm thơ ca ngợi sức mạnh của Lực lượng Quốc phòng Sudan năm 1955. Khi Sudan giành được độc lập vào năm 1956, lần đầu tiên bốn câu thơ của bài thơ đã được chọn làm quốc ca.

## Lời
| Tiếng Ả Rập | Chuyển tự | Dịch sang tiếng Việt |
| --- | --- | --- |
| نحن جند الله جند الوطن إن دعى داعي الفداء لم نخن نتحدى الموت عند المحن نشتري المجد بأغلى ثمن هذه الأرض لنا فليعيش سوداننا علماً بين الأمم يا بني السودان هذا رمزكـم يحمل العبء و يحمي أرضكم | Nahnu Jundu-llāh jundul waṭan. Indaʿa dāʿīll-fidā′ lam nakhun. Nataḥaddal maut ʿind-al miḥan. Nashtarīl majd bi-aghlā thaman. Hadhihil arḍ lanā Falayaʿīsh Sūdānunā,ʿalaman bainal Umam. Yā banī-s Sudān, hadhā ramzukum; Yaḥmalil uʿba′, wa yaḥmī arḍakum. | Chúng ta là những người lính của Allah, những người lính của quê hương, Chúng ta không bao giờ thất bại khi được kêu gọi hy sinh. Với cái chết, chúng ta bất chấp nghịch cảnh. Với vinh quang, chúng ta đạt được bằng mọi giá. Vùng đất này là của chúng ta. Trường tồn, Sudan của chúng ta, trường tồn, một dinh thự giữa các quốc gia, Hỡi những người con của Sudan, đây là biểu tượng của bạn, Hãy gánh vác trách nhiệm của bạn và che chắn vùng đất của bạn. |